# 宇川 (河川)
宇川（うかわ）は、京都府京丹後市と宮津市を流れる宇川水系の二級河川。宇川のアユで知られる。
上中流部は宮津市世屋地区や京丹後市弥栄町野間地域、下流部は京丹後市丹後町宇川地域を流れ、上中流部では野間川（のまがわ）と呼ばれる。全長は17.89km、流域面積は54.2km2であり、丹後半島では竹野川に次ぐ規模である。高尾山・金剛童子山・太鼓山の水を集め、京丹後市丹後町平（へい）で日本海に注ぐ。

## 地域名としての宇川
「宇川」は河川の名称としてだけでなく、宇川下流域と東隣の吉野川流域一帯の地名としても使用され、地域名としての宇川には袖志の棚田（日本の棚田百選）、経ヶ岬灯台、丹後松島などが含まれる。

## 流路

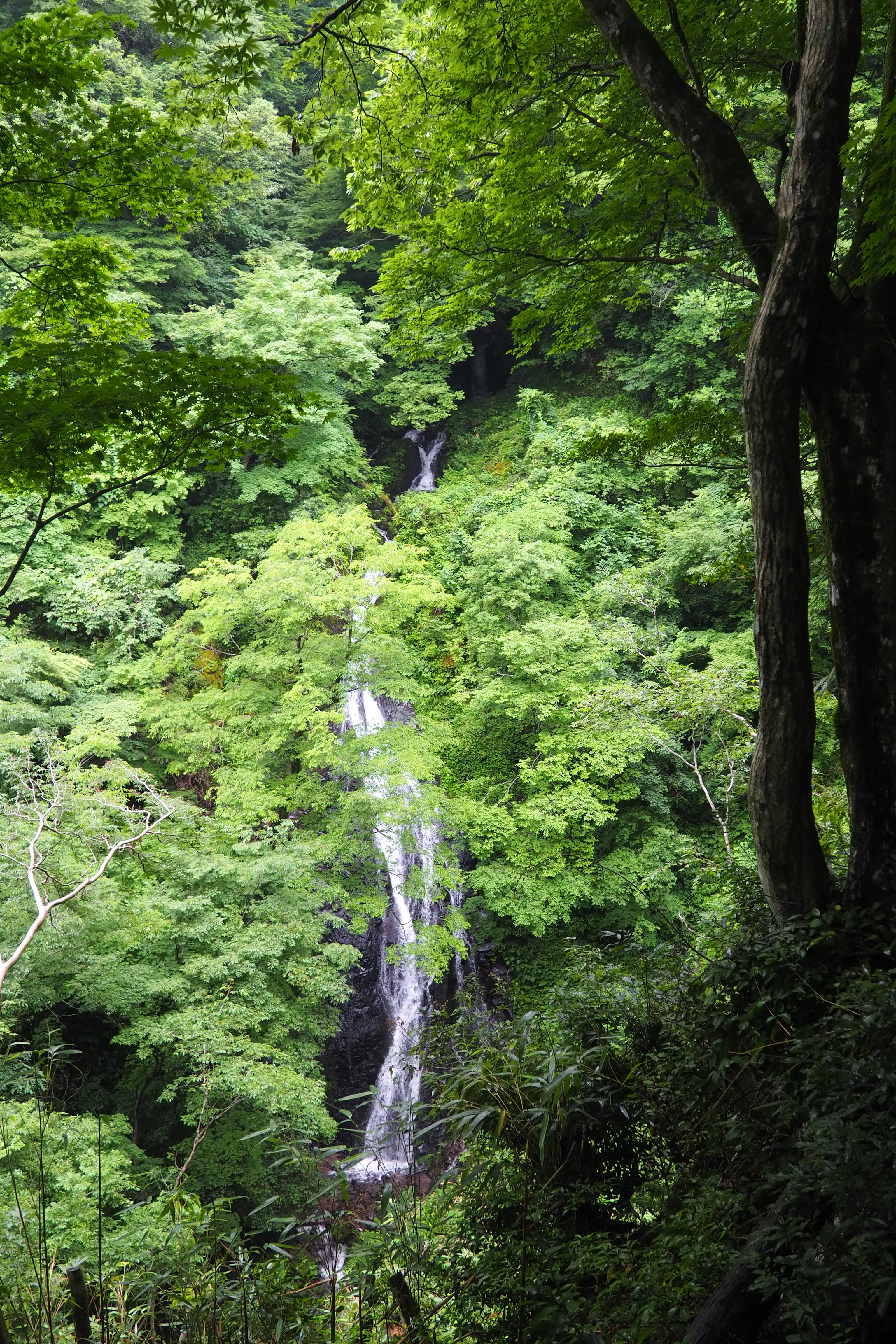
上流部にある味土野大滝

### 上流
丹後半島の中央部には太鼓山があり、西麓の京丹後市弥栄町野間地域の須川付近に源流のひとつがある。野間地域では野間川と呼ばれる。
上流部には味土野の集落があり、宇川支流の標高260メートル地点には味土野ガラシャ大滝（味土野大滝）が流れ落ちている。角突山や汐霧山の西麓にも源流のひとつがあり、成谷、木子（きご）、廃村となった駒倉（いずれも宮津市）などから細々としたいくつもの流れが上流部を形成する。高尾山や金剛童子山の北麓にも源流のひとつがあり、それぞれの山麓から流れてきた小河川が野間地域の霰（あられ）や野中付近でひとつとなる。上中流部には離村・廃村となった集落が多数存在する（弥栄町の離村・廃村）。

### 中流
上中流部の弥栄町野間地域、標高150mから120mほどにある須川や野中付近には小規模な沖積平野が形成されており、野中には下流域以外で唯一の学校（京丹後市立野間小学校）があったが、2011年度（平成23年度）と2012年度（平成24年度）には新入学児童がおらず、2014年（平成26年）3月に閉校となった。
須川や野中付近では複数の流れが合わさって川幅が広くなるが、標高123mほどの中津を過ぎると再び両岸に山肌が迫る。北流して丹後町に入り、竹久僧川（たけきゅうそうがわ）、小脇川、三山川などの支流を合わせる。標高89mの小脇と標高36mの鞍内（くらうち）の間では蛇行する急流となり、奇石や巨石が見られる。鞍内の北側には、一年半がかりの工事で1920年（大正9年）に完成した水力発電所の小脇発電所があり、その水路長は3000m、落差は53mである。かつて小脇発電所のそばには丹後町立虎杖小学校があったが、虎杖小学校は1991年（平成3年）に廃校となった。依遅ヶ尾山東麓の遠下（おんげ）からは平坦地を流れて沖積平野を形成し、丹後町上野で日本海に注ぐ。

### 下流
河口部は宇川浦と呼ばれた入江であり、緩やかな弓状の砂浜海岸は国土交通省によって海岸保全区域に指定される海水浴場である。河口の東側は丹後松島と呼ばれる景勝地であり、西側には犬ヶ岬がある。河口そばには1985年（昭和60年）に開設された京都精華大学の丹後学舎（学外施設）がある。

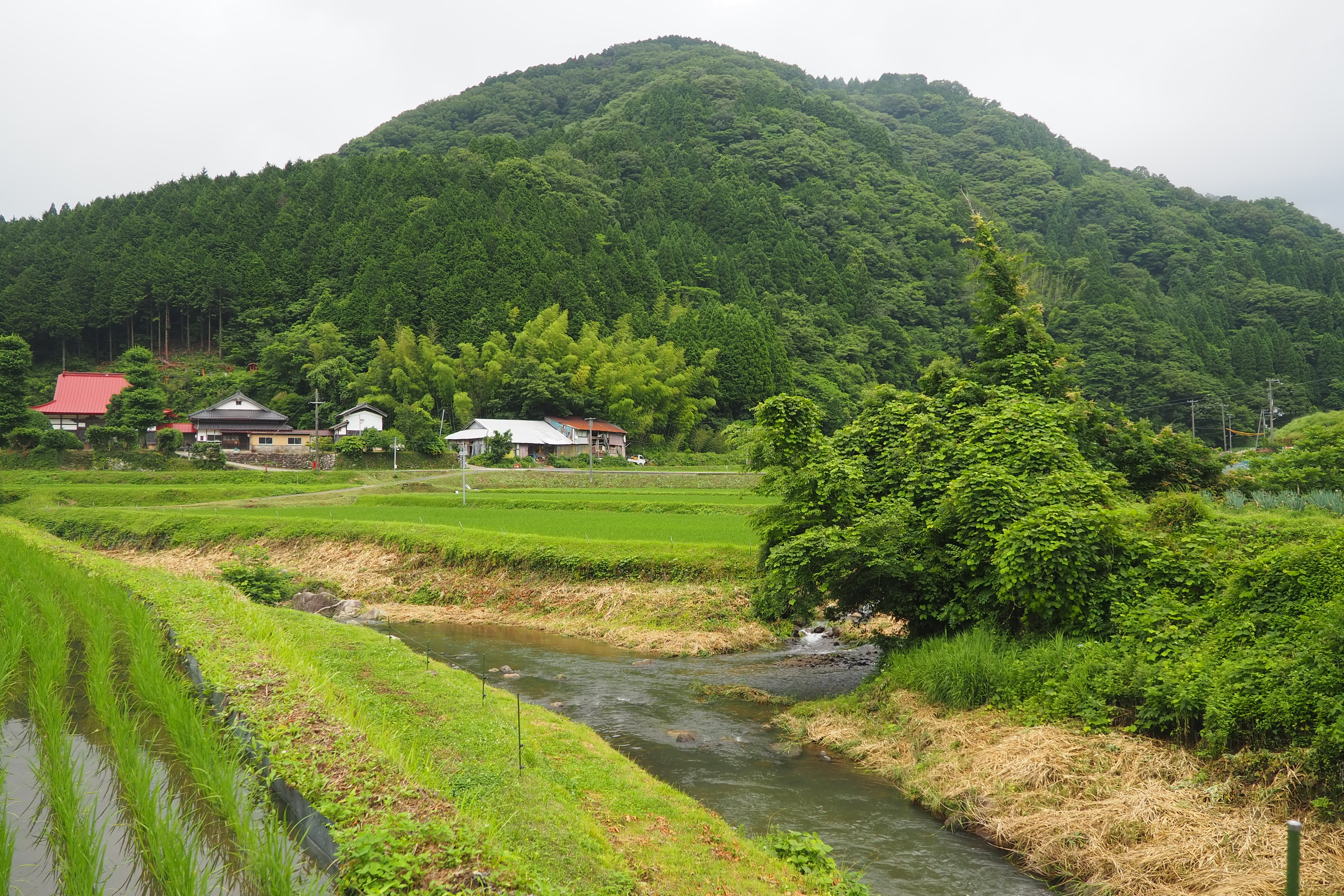
霰橋付近（京丹後市弥栄町須川）
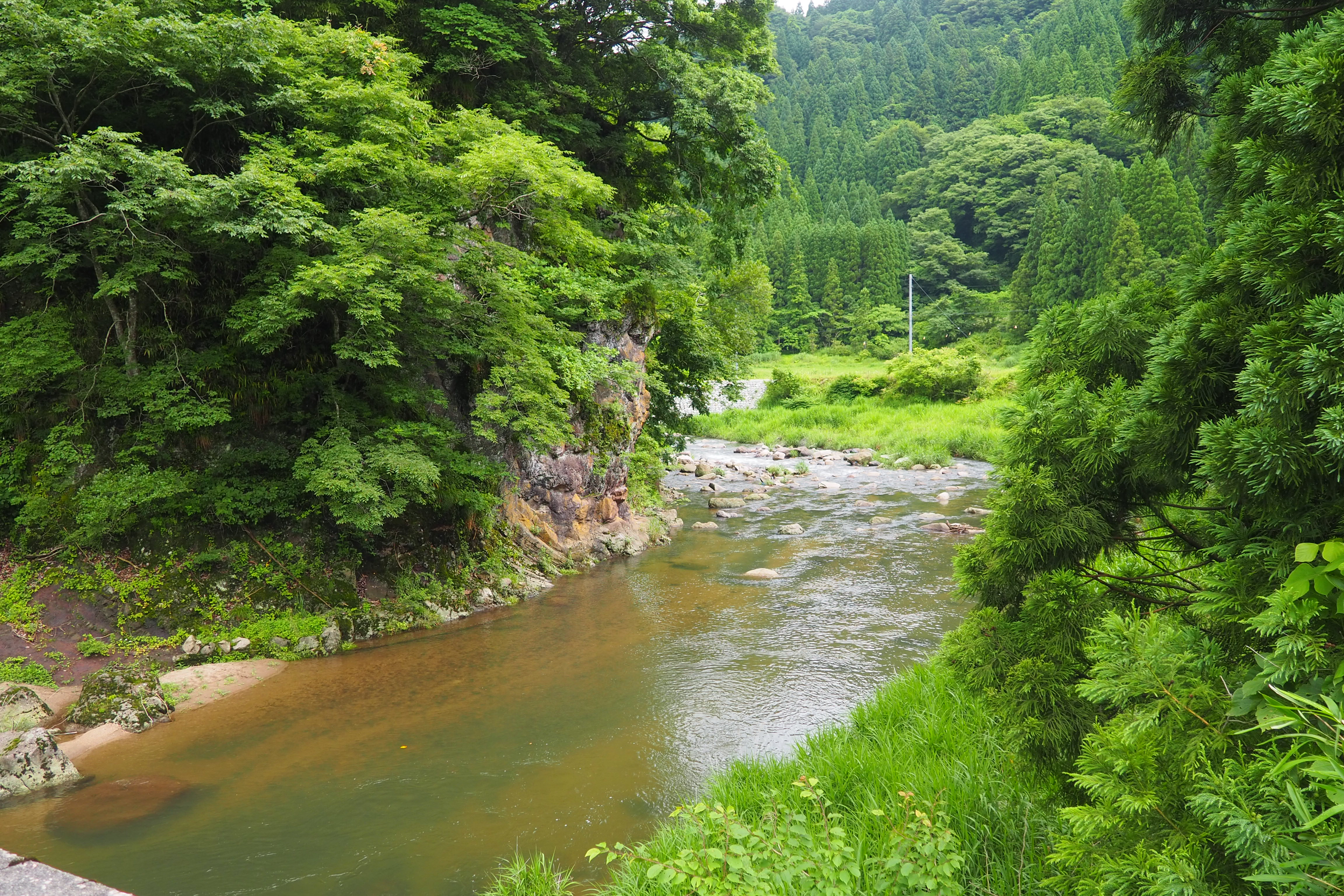
川久保橋付近（京丹後市弥栄町野中）
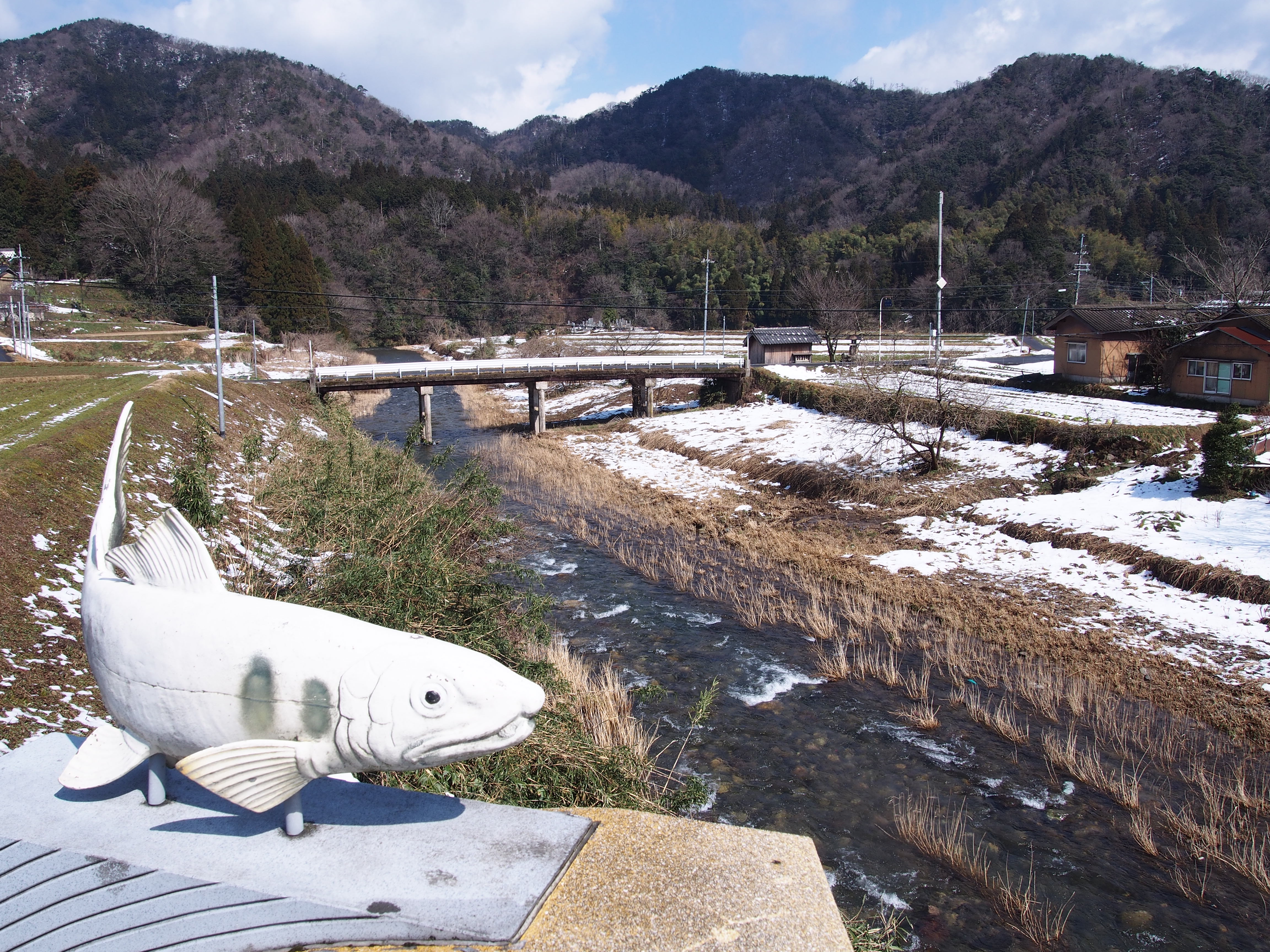
新中津橋付近（京丹後市弥栄町野中）
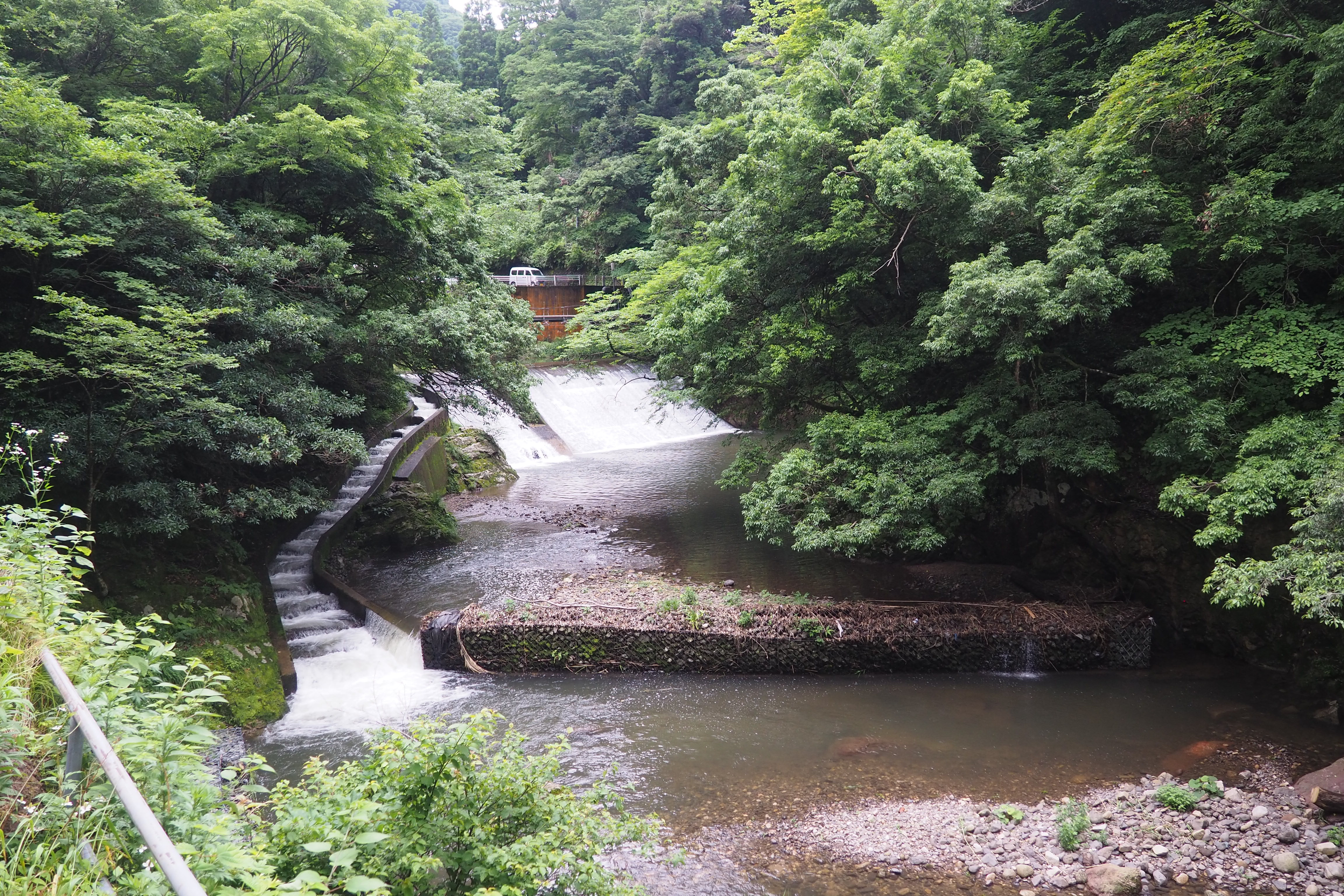
小脇発電所付近（京丹後市弥栄町野中）
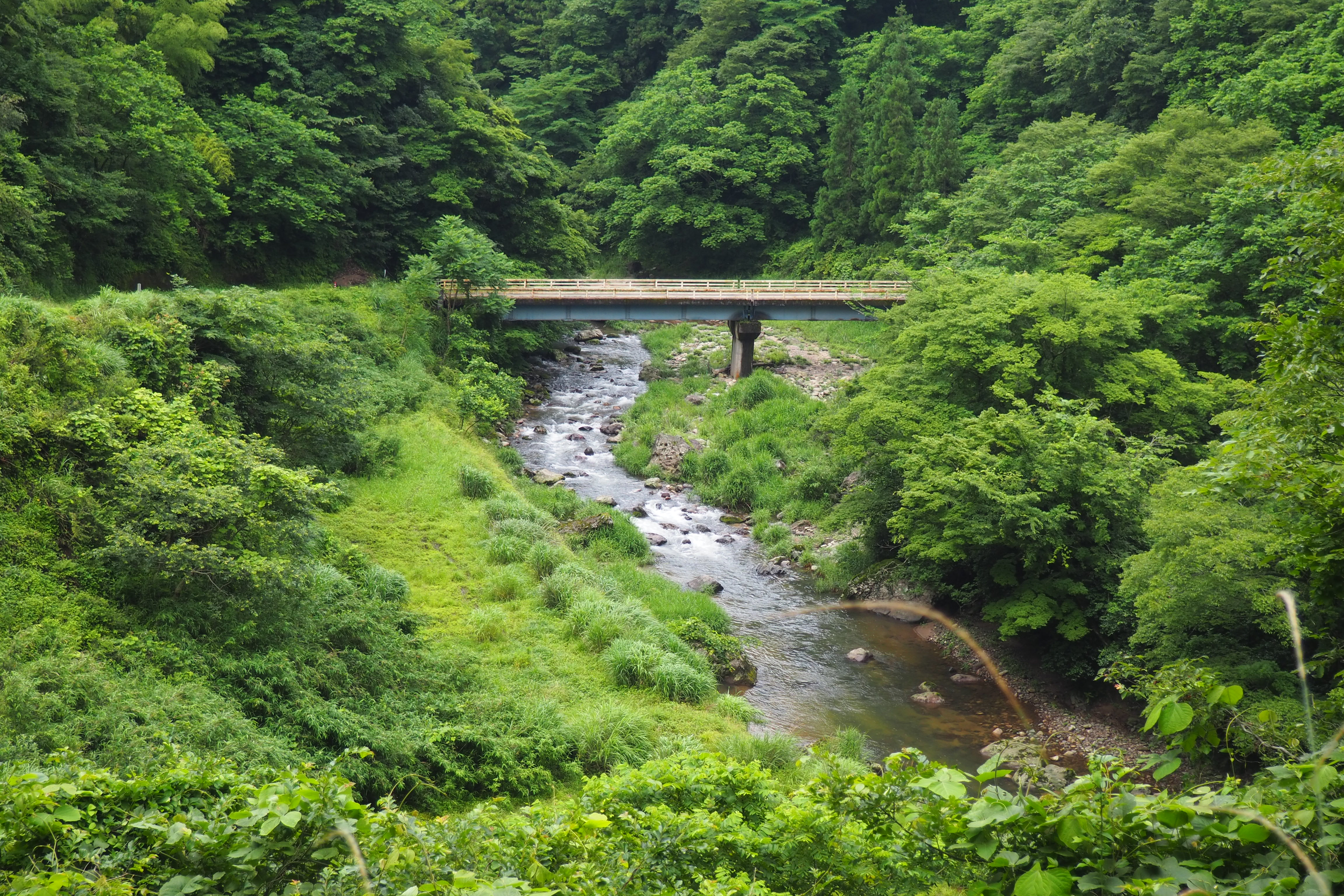
小脇大橋付近（京丹後市丹後町小脇）
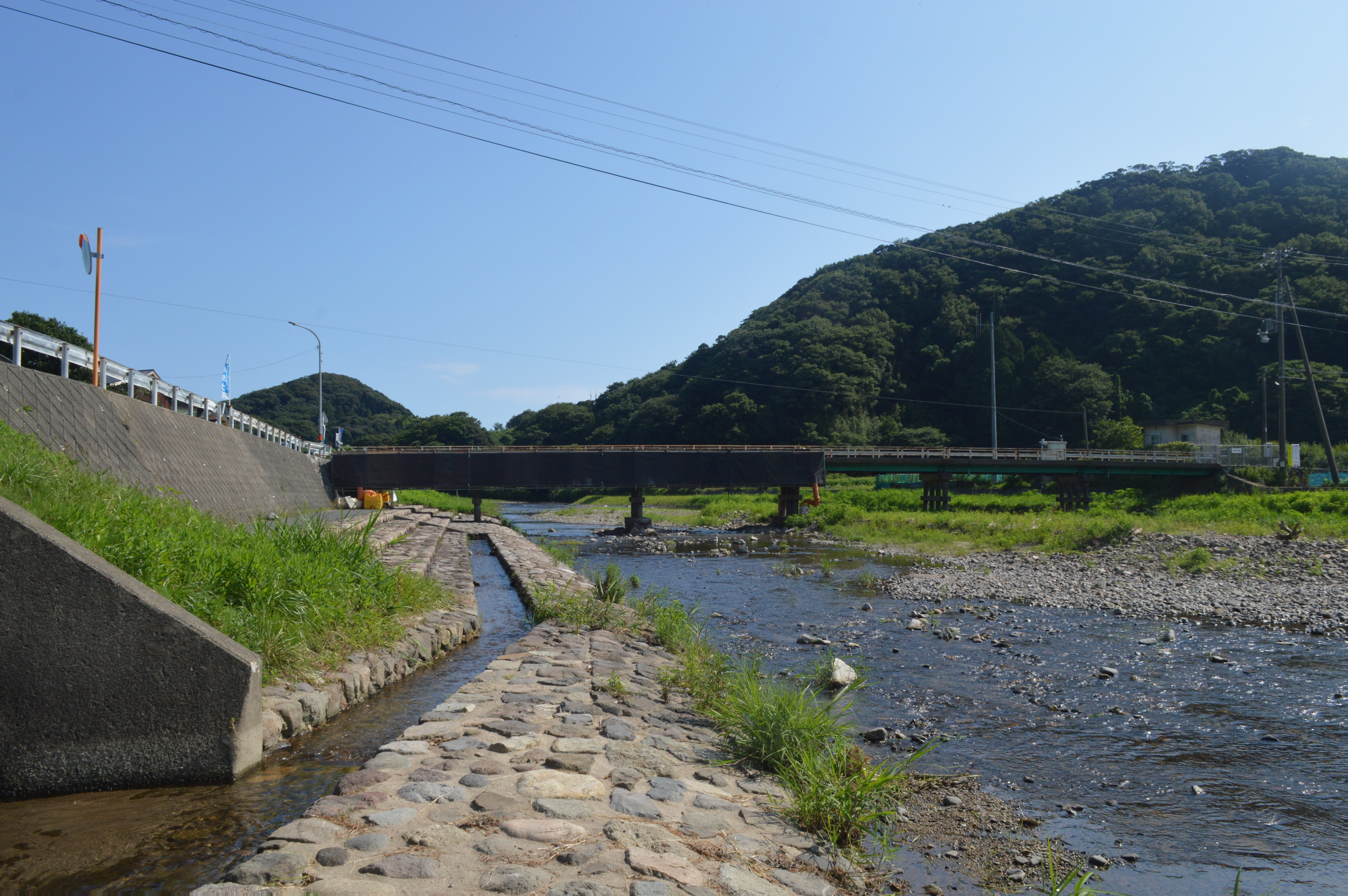
中瀬橋付近（京丹後市丹後町平）

## 自然
宇川はアユ、ヤマメ、カジカガエル、アユカケ、ゴクラクハゼ、アカザ、スナヤツメなど、清流を好む魚類・両生類が生息する自然豊かな流域である。京都府によって「京都の自然200選」に選定されている。上流から下流まで河床が礫であるため、澄んだ水は渓流魚の生育に適している。
河口の平では古くからアユ漁が行なわれ、享保年間（1716年-1736年）頃に手掴みによる漁法から投網漁法に発展した。現在でも7月頃にはアユ漁が盛んであり、毎年8月にはアユの放流やつかみ取りなどを行なう「宇川アユ祭り」が開催される。

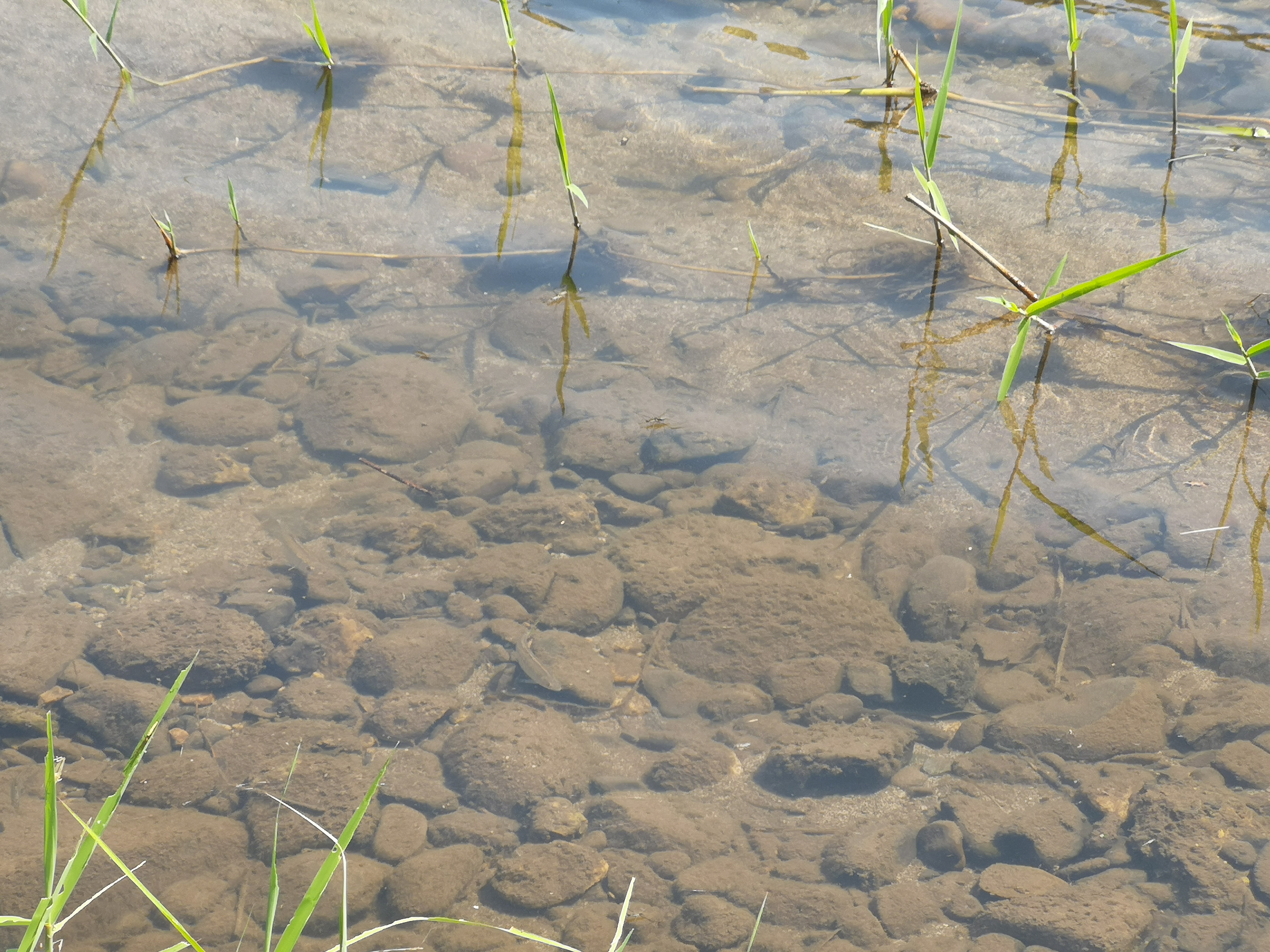
宇川を泳ぐアユ
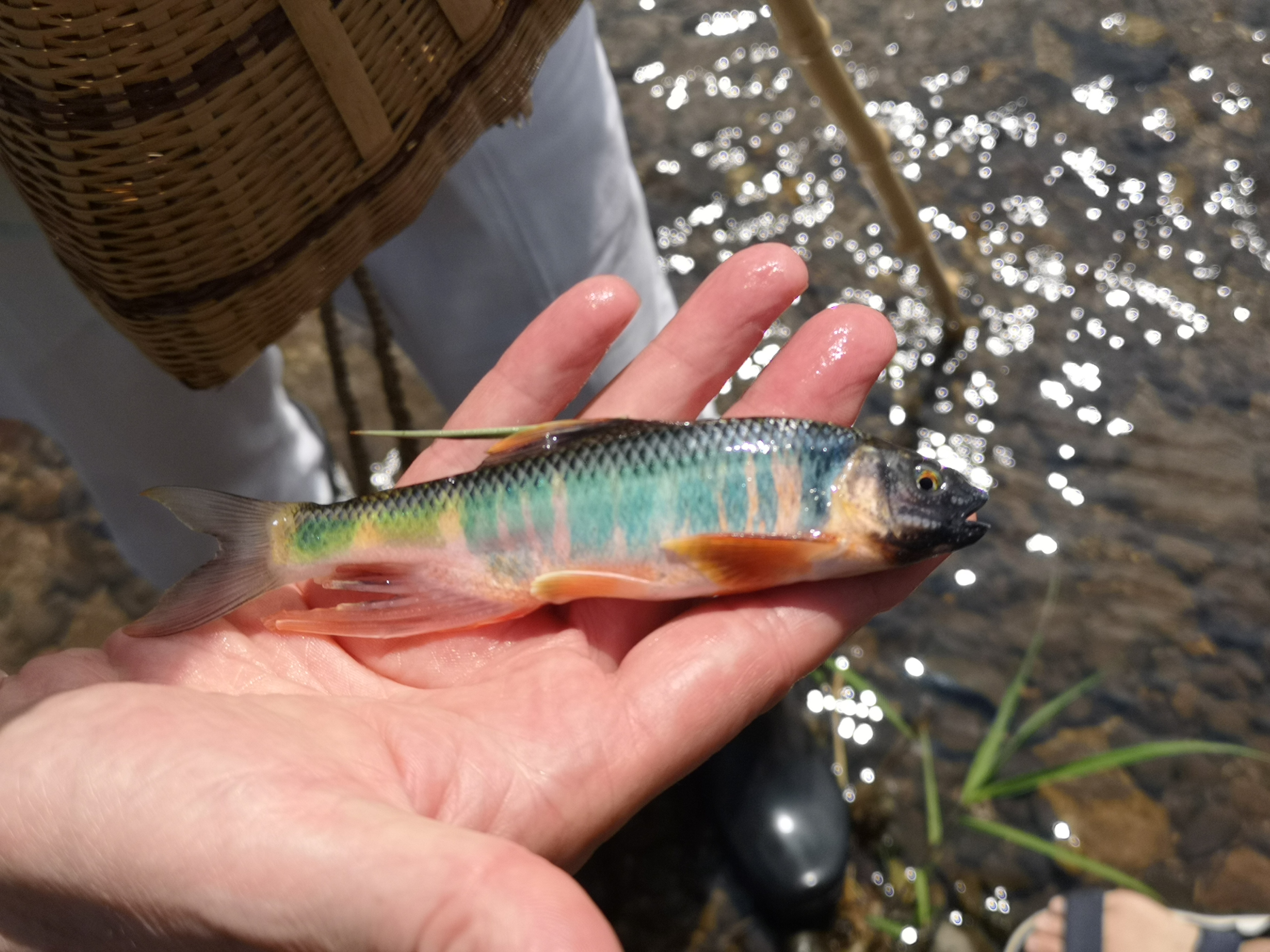
宇川に棲息するオイカワ

### 淡水生物の調査研究地

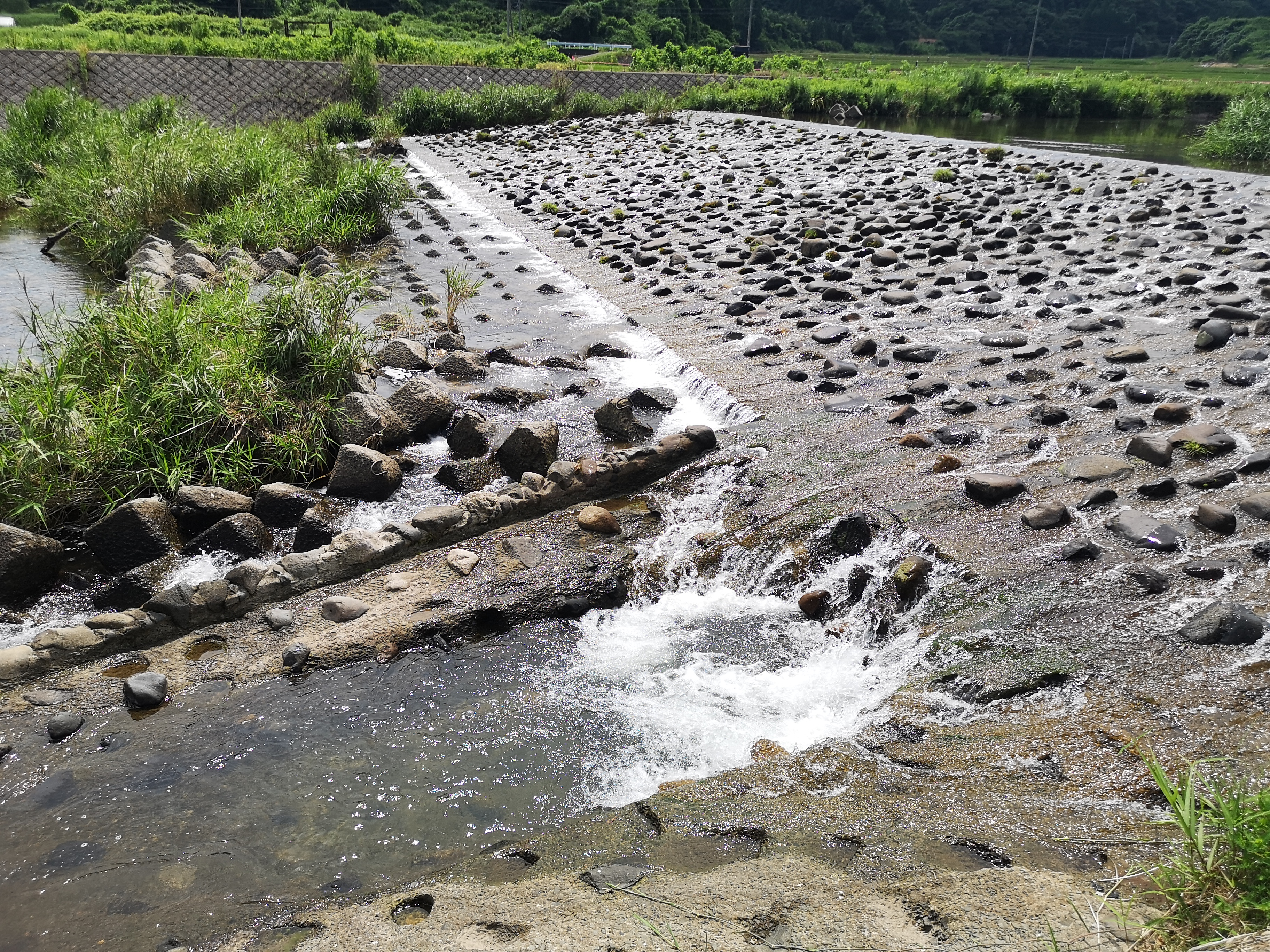
宇川の堰と魚道

1950年（昭和25年）には水産庁が京都府に委託し、京都大学理学部の宮地伝三郎（動物生態学者）が主体となってアユの放流基準密度策定事業が開始された。日本国内で初めてアユの研究・調査が行なわれることとなり、宇川の名前が全国的に知られるようになった（宇川のアユ）。1955年（昭和30年）には京都大学の淡水生物研究河川となり、なわばり行動と生息密度の関係など遡上アユの生態が明らかにされている。
宇川は遡上数の年別変動が大きく50倍程度あり、生息密度も大きく変化する。オイカワやカワムツなど日本の川魚の生態研究の中心地でもあり、宮地に指導を受けた川那部浩哉や水野信彦などの生物学者を輩出した。宇川は「淵」の形態・成因の研究地にもなり、M型やR型など淵の景観的区分は宇川から始まった。
河道には農業用の取水堰が多く設置されているが、これらの取水堰には川魚が遡上する川を目指して様々なタイプの魚道が設置されている。宮地が記した『アユの話』は東京書籍の中学校3年国語教科書に一部が収録されたこともあった。

## 施設

### 小脇発電所
1920年（大正9年）4月28日には、宇川の中流域に三丹電気株式会社によって水力発電所の小脇発電所が建設された。竹野郡上宇川村、下宇川村、野間村に送電され、これらの地域で初めて電灯がともされた。1951年（昭和26年）年5月1日には電気事業再編成令によって関西配電が解散し、関西電力株式会社が所有者となった。1989年（平成元年）6月には最大出力が800キロワットに増加された。 
発電形式は水路式であり、発電方式は流込み式である。標高104.22メートル地点で取水し、標高41.59メートル地点で放水する（有効落差58.49メートル）。

## 食文化
2010年（平成22年）より、宇川地域の郷土料理の展示や試食販売などを行なう「宇川美味しんぼ大会」が開催されている。2010年10月の第1回大会で作られた郷土料理のレシピを採録し、2011年（平成23年）には宇川里力再生会議によって『宇川美味しんぼ大会 料理レシピ集決定版2010』が出版された。

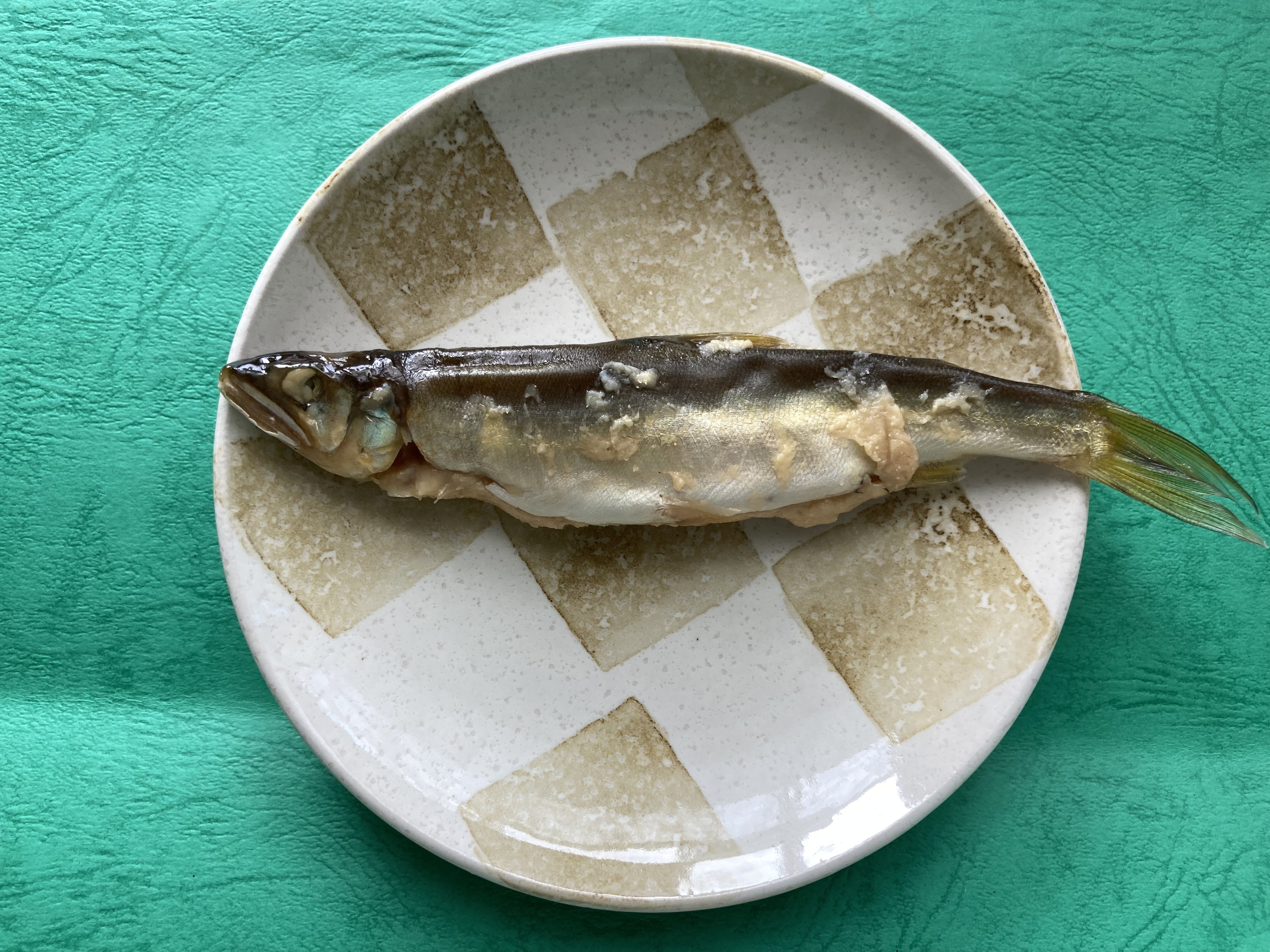
宇川アユのかす漬け